# Abri Summerland Trail
L'abri Summerland Trail, en anglais Summerland Trail Shelter, est un refuge de montagne américain du comté de Pierce, dans l'État de Washington. Situé dans la chaîne des Cascades, il est protégé au sein du parc national du mont Rainier. Il est inscrit au Registre national des lieux historiques depuis le 13 mars 1991 et contribue par ailleurs au Mount Rainier National Historic Landmark District établi le 18 février 1997.